# Brauneberg
Brauneberg là một xã bên sông Mosel thuộc huyện Bernkastel-Wittlich, bang Rheinland-Pfalz, Xã Brauneberg có diện tích 12,22 km², dân số thời điểm ngày 31 tháng 12 năm 2006 là 1151 người. Brauneberg có ba khu vực dân cư: Brauneberg, Filzen, và Hirzlei.